# Richard Wagner (judecător)
Richard Wagner (n. 2 aprilie 1957, Montréal, provincia Québec, Canada) este un jurist canadian care servește drept al 18-lea și actualul președinte-judecător al Curții Supreme de Justiție a Canadei din 2017. Anterior a fost judecător la Curtea de Apel din Quebec (2011–2012) și la Curtea Supremă a Canadei (2012–2017). La 23 ianuarie 2021, Wagner și-a asumat rolul de administrator al guvernului Canadei, în urma unei verificări la locul de muncă de la Rideau Hall și a demisiei lui Julie Payette din funcția de guvernator general al Canadei. A fost administrator până la numirea și instalarea lui Mary May Simon în funcția de guvernator general pe 26 iulie 2021. Servind timp de șase luni în această funcție, Wagner este cel mai longeviv administrator al Canadei din istorie.